# Sendeschluss

EBU-Testbild

Der Sendeschluss beschreibt das Ende der Sendezeit, zu dem ein Hörfunk- oder Fernsehsender sein Programm beendet. Daher bezeichnet der Sendeschluss den Zeitpunkt und nicht den Zeitraum der Sendepause vom Sendeschluss bis zur Wiederaufnahme des Programms, die umgangssprachlich manchmal synonymisch dafür verwendet wird.

## Allgemeines
Man unterscheidet den turnusgemäßen Sendeschluss (zum Beispiel über die Nachtstunden, jahreszeitlich oder wenn einem Sender im Rahmen des Frequenzsplittings ein Zeitfenster zugeteilt wurde) von einem vorübergehenden oder endgültigen Sendeschluss, nach dem der Betrieb eingestellt oder an einen anderen Betreiber übergeben wird.
Der turnusmäßige Sendeschluss war bei den meisten Hörfunk- und Fernsehsendern weltweit ritualisiert. Oft gab es zuvor noch eine letzte Nachrichtensendung, gefolgt von Programmhinweisen für den nächsten Tag und oftmals auch der Nationalhymne. Beim Sendeschluss verzichteten die Hörfunk- und Fernsehstationen auf die Ausstrahlung eines Nachtprogramms, das die Nacht überbrückte und nahtlos in das Morgenprogramm (etwa das ARD-Morgenmagazin im Fernsehen) überging. Das Programmformat des Nachtprogramms begann am 2. November 1947 beim NWDR, dem im August 1948 Radio Frankfurt folgte. Es handelte sich jedoch um regionale Programmformate mit kulturellem Inhalt, die teilweise die Nacht nicht vollständig überbrückten und damit den Sendeschluss nur hinauszögerten. Die ARD beendete 1959 bei den meisten Radiostationen ihre nächtliche Versorgungslücke und strahlte fast deutschlandweit das im wechselnden Turnus von einem Sender produzierte gemeinsame Nachtprogramm aus.

## Nachtprogramm
Der Soldatensender Belgrad hatte wohl den berühmtesten Sendeschluss der Rundfunkgeschichte. Wegen seiner enormen Reichweite konnte er im gesamten Mittelmeerraum bis Nordafrika empfangen werden und hatte etwa sechs Millionen Hörer. Berühmt wurde das von Lale Andersen gesungene Soldatenlied Lili Marleen insbesondere durch den Sender, weil er es täglich ab April 1941 zum Sendeschluss um 21:57 Uhr spielte. Ab dem 1. Juli 1959 gab es mit der Musik bis zum frühen Morgen das erste reguläre Gemeinschaftsangebot im ARD-Mittelwellenbereich, das die nächtliche Programmlücke schloss. Die ARD wollte damit nicht etwa ihre Versorgungslücken schließen, sondern reagierte damit auf das Nachtprogramm des in der DDR stationierten Deutschlandsenders, der die Funkstille der ARD-Radiostationen mit seinem sendestarken Mittelwellensender ausglich und Schichtarbeiter der BRD mit seinem propagandistischen Nachtprogramm erreichen wollte.
Bis 1968 bauten die Landesrundfunkanstalten ihr Radioprogramm zu einem 24-Stunden-Programm aus und machten damit den Sendeschluss obsolet. Bis 1961 hatte AFN Berlin in Deutschland kein Nachtprogramm und machte gegen Mitternacht Sendeschluss. Das wurde in der DDR propagandistisch genutzt, indem man aus Ost-Berlin auf der ungenutzten AFN-Frequenz Informationen über den Kommunismus in englischer Sprache von Radio Moskau verbreitete. Um die Frequenz zu belegen, sendete der AFN nach dem Mauerbau im August 1961 rund um die Uhr – das erste 24-Stunden-Radioprogramm in Westdeutschland.
In Deutschland haben heute lediglich noch Spartenkanäle wie etwa KiKA (21:00 Uhr) oder Fernsehstationen, die sich im Rahmen des Frequenzsplittings einen Kanal mit einer anderen Station teilen, einen Sendeschluss. In beispielsweise skandinavischen Ländern ist ein Sendeschluss über Nacht oder eine Pause am frühen Nachmittag weiterhin üblich.

## Vollprogramm
Umgangssprachlich handelt es sich bei den 24 Stunden sendenden Stationen um ein Vollprogramm, das keinen Sendeschluss mehr kennt. Der Begriff Vollprogramm ist medienrechtlich anders definiert, wird aber umgangssprachlich für ein 24-Stunden-Programmangebot verstanden. Fernsehen und Hörfunk gehören inzwischen auch zu den Medien, die zeitlich unbegrenzt verfügbar sind und keinen Sendeschluss mehr haben. Ohne Sendeschluss gibt es einen fortdauernden, nicht endenden Fluss technisch vermittelter Kommunikation.

## Deutschland
Bei privaten Fernsehsendern gab es lediglich in deren frühen Gründungsstadium ab Januar 1984 einen Sendeschluss. Ab September 1990 sendete RTLplus zunächst am Wochenende ohne Sendeschluss. Im Bereich des deutschen Fernsehens gab es einen Sendeschluss bis 1994. Dort endete das Programm am späten Abend oder am frühen Morgen durch Aufschaltung des Testbildes. Ausnahmen stellten beispielsweise Lang- und Mittelwellensender dar, die während der Nachtstunden infolge von Auflagen des Wellenplans nicht betrieben werden durften, da sie andere Sender durch Überreichweiten stören würden. Einer dieser Sender war bis 1989 der einstige Langwellensender Erching des Deutschlandfunks.
Beim Fernsehen wurden ursprünglich zum Programmschluss sogenannte „letzte Nachrichten“ verlesen (vor allem bei den Dritten Programmen), gefolgt von Tafeln mit der Programmvorschau des folgenden Tages, teilweise auch für andere Fernsehprogramme. Danach erschien entweder sofort aufgrund der Abschaltung oder manchmal nach einem kurzzeitig vorher noch eingeblendeten Testbild des Senders der sogenannte „Schnee“ bzw. das Rauschen. In einer Übergangsphase überbrückte das ZDF die Nachtlücke mit Autofahrten durch Deutschland und dem Ton des Deutschlandradios Berlin. Der ZDFtheaterkanal hatte sogar bis zu seiner Umbenennung in ZDFkultur am 7. Mai 2011 eine Sendepause von 2 Uhr bis 9 Uhr.
Ab April (ZDF) bzw. ab 23. Mai (ARD) 1985 wurde die Nationalhymne gespielt. Im Bayerischen Fernsehen wird nach dem Sendeschluss und vor der Space Night die Bayernhymne, die Deutsche Nationalhymne sowie die Europahymne zu unkommentierten Bildern aus Bayern, Deutschland bzw. der EU gespielt. Im Hörfunk spielt Bayern 1 diese Hymnen vor der Aufschaltung des ARD-Nachtexpress nach den Nachrichten um Mitternacht. Der Deutschlandfunk spielt täglich vor den Mitternachts-Nachrichten National- und Europahymne.

### Sendeschluss im Nachtprogramm (Deutsches Fernsehen)
Bei der ARD kam vor dem Sendeschluss die letzte Tagesschau des Tages, beim ZDF war es die Nachrichtensendung heute.

Allgemeines Testbild zum Sendeschluss
ARD-Logo kurz vor Sendeschluss
ZDF-Logo kurz vor Sendeschluss

| Sendername                           | Letzter Sendeschluss |
| ------------------------------------ | -------------------- |
| ARD (Das Erste)                      | 01.09.1995           |
| MDR Fernsehen                        | 30.06.1995           |
| Bayerisches Fernsehen (BR Fernsehen) | 31.05.1994           |
| N3 (NDR Fernsehen)                   | 27.02.1994           |
| West 3 (WDR Fernsehen)               | 31.12.1993           |
| ZDF                                  | 05.10.1996[00]       |

### Fernsehen der DDR
Das Fernsehen der DDR hatte in den 1980er-Jahren in der Regel zwischen Mitternacht und 1 Uhr seinen Sendeschluss. Gezeigt wurde als letztes die Programmvorschau für den folgenden Tag. Kurznachrichten der Aktuellen Kamera und die Nationalhymne der DDR gab es erst in der Zeit zwischen Wende und Wiedervereinigung.

## Österreich
Seit Beginn des Sendebetriebs wurden zum Programmschluss nach den Schlussnachrichten, der Verabschiedung durch eine Fernsehsprecherin und der Programmvorschau die Bundeshymne gesendet. Danach folgte zeitweise ein Testbild oder Schwarzbild, bevor das Signal bis zum Sendebeginn abgeschaltet wurde und nur ein Rauschen zu sehen war. Seit der Programmreform 1995 bietet der ORF ein 24-Stunden-Programmangebot an.

Vor der Bundeshymne wurde lange Zeit das ORF-Auge eingeblendet
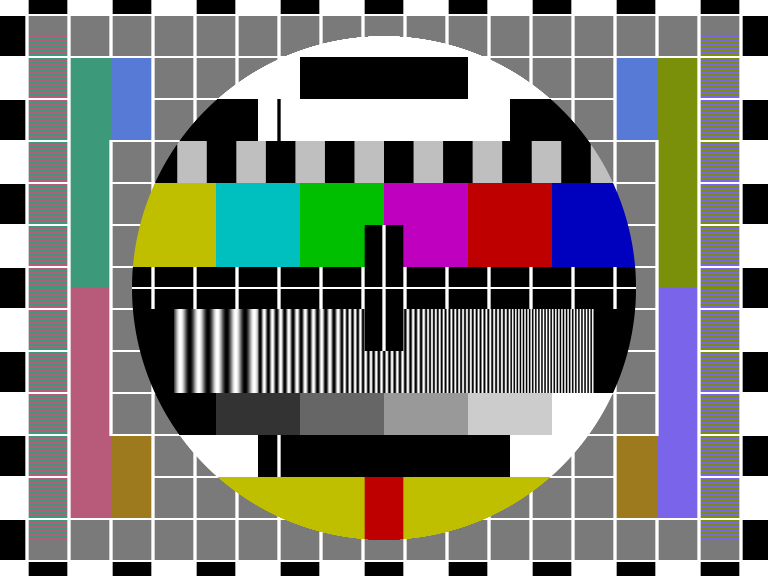
ORF-Testbild in Farbe. Im unteren Balken wurde der Schriftzug „ORF FS1“ oder „ORF FS2“ eingeblendet.

## Schweiz
Der Ende 2008 abgeschaltete Mittelwellensender Beromünster machte kurz nach 23 Uhr Sendeschluss.
Für die Fernsehsender des damaligen SF DRS wurde der Sendeschluss in den frühen 2000er-Jahren abgeschafft.

## Europäische Hörfunksender
Manche Hörfunksender, die nicht 24 Stunden in Betrieb sind, spielen vor Sendeschluss eine Nationalhymne. So kann man kurz nach Mitternacht auf der von Radio Monte Carlo genutzten Langwellenfrequenz 216 kHz die Nationalhymne von Monaco hören. Dieser Brauch ist auch bei durchgehend betriebenen Sendern, also unabhängig vom Sendeschluss, zu beobachten.
Häufig erfolgt auch eine Durchsage in der Form „Wir schalten nach den Nachrichten den Sender auf der Frequenz 855 kHz bis morgens um 6 Uhr ab“. Der Langwellensender von Europe 1 und früher auch der Mittelwellensender der Stimme Russlands machen auch jeden Abend Sendeschluss (Ersterer um 1 Uhr, Letzterer um Mitternacht). Ferner ist bei den meisten Kurzwellensendern eine Schlussansage mit Sendername, weiteren Empfangswegen und Adresse am Ende der Sendezeit üblich.
Bei Radiosendern wird nach Sendeschluss die Trägerfrequenz entweder abgeschaltet oder sie sendet ein dauerhaftes Pausenzeichen.